# Olaszország az 1960. évi téli olimpiai játékokon
Olaszország az egyesült államokbeli Squaw Valleyben megrendezett 1960. évi téli olimpiai játékok egyik részt vevő nemzete volt. Az országot az olimpián 6 sportágban 28 sportoló képviselte, akik összesen 1 érmet szereztek.

## Érmesek
| Érem  | Versenyző               | Sportág  | Versenyszám          |
| ----- | ----------------------- | -------- | -------------------- |
| Bronz | Giuliana Chenal-Minuzzo | Alpesisí | Női óriás-műlesiklás |

## Alpesisí
Férfi
| Versenyző         | Versenyszám      | 1. futam | 1. futam | 2. futam | 2. futam | Összesítés | Összesítés |
| Versenyző         | Versenyszám      | Idő      | Hely.    | Idő      | Hely.    | Idő        | Helyezés   |
| ----------------- | ---------------- | -------- | -------- | -------- | -------- | ---------- | ---------- |
| Bruno Alberti     | Lesiklás         |          |          |          |          | 2:09,1     | 6.         |
| Bruno Alberti     | Műlesiklás       | 1:28,5   | 44.      | 1:02,1   | 8.       | 2:30,6     | 20.        |
| Bruno Alberti     | Óriás-műlesiklás |          |          |          |          | 1:50,1     | 5.         |
| Paride Milianti   | Lesiklás         |          |          |          |          | 2:10,8     | 12.        |
| Paride Milianti   | Műlesiklás       | 1:10,1   | 4.       | 1:04,3   | 14.      | 2:14,4     | 8.         |
| Paride Milianti   | Óriás-műlesiklás |          |          |          |          | 1:50,9     | 8.         |
| Felice de Nicolo  | Lesiklás         |          |          |          |          | 2:18,1     | 25.        |
| Italo Pedroncelli | Lesiklás         |          |          |          |          | 2:16,8     | 24.        |
| Italo Pedroncelli | Műlesiklás       | 1:17,2   | 21.*     | 1:02,5   | 11.      | 2:19,7     | 11.        |
| Italo Pedroncelli | Óriás-műlesiklás |          |          |          |          | 1:53,8     | 19.        |
| Carlo Senoner     | Műlesiklás       | 1:18,9   | 26.      | 1:01,8   | 7.       | 2:20,7     | 13.        |
| Carlo Senoner     | Óriás-műlesiklás |          |          |          |          | 1:53,1     | 17.        |

Női
| Versenyző               | Versenyszám      | 1. futam | 1. futam | 2. futam | 2. futam | Összesítés | Összesítés |
| Versenyző               | Versenyszám      | Idő      | Hely.    | Idő      | Hely.    | Idő        | Helyezés   |
| ----------------------- | ---------------- | -------- | -------- | -------- | -------- | ---------- | ---------- |
| Giuliana Chenal-Minuzzo | Műlesiklás       | 57,4     | 4.**     | 1:01,9   | 19.      | 1:59,3     | 10.        |
| Giuliana Chenal-Minuzzo | Óriás-műlesiklás |          |          |          |          | 1:40,2     |            |
| Carla Marchelli         | Lesiklás         |          |          |          |          | 1:41,6     | 9.*        |
| Carla Marchelli         | Műlesiklás       | 1:01,1   | 21.      | 1:01,8   | 18.      | 2:02,9     | 15.        |
| Carla Marchelli         | Óriás-műlesiklás |          |          |          |          | 1:40,7     | 5.*        |
| Pia Riva                | Lesiklás         |          |          |          |          | 1:39,9     | 4.         |
| Pia Riva                | Óriás-műlesiklás |          |          |          |          | 1:42,9     | 17.        |
| Jerta Schir             | Lesiklás         |          |          |          |          | 1:40,5     | 5.         |
| Jerta Schir             | Műlesiklás       | 1:05,6   | 30.      | 1:00,6   | 16.      | 2:06,2     | 20.        |
| Jerta Schir             | Óriás-műlesiklás |          |          |          |          | 1:42,6     | 15.*       |
| Jolanda Schir           | Lesiklás         |          |          |          |          | 1:44,2     | 14.*       |
| Jolanda Schir           | Műlesiklás       | 1:02,3   | 24.      | 1:25,8   | 36.      | 2:28,1     | 35.        |

* - egy másik versenyzővel azonos eredményt ért el

** - két másik versenyzővel azonos eredményt ért el

## Északi összetett
| Versenyző  | Síugrás  | Síugrás  | Síugrás  | Síugrás  | Síugrás  | Síugrás  | Síugrás | Síugrás | Sífutás   | Sífutás | Sífutás | Összesítés | Összesítés |
| Versenyző  | 1. ugrás | 1. ugrás | 2. ugrás | 2. ugrás | 3. ugrás | 3. ugrás | Össz.   | Össz.   | Sífutás   | Sífutás | Sífutás | Összesítés | Összesítés |
| Versenyző  | Távolság | Pont     | Távolság | Pont     | Távolság | Pont     | Pont    | Hely.   | Idő       | Pont    | Hely.   | Pont       | Helyezés   |
| ---------- | -------- | -------- | -------- | -------- | -------- | -------- | ------- | ------- | --------- | ------- | ------- | ---------- | ---------- |
| Enzo Perin | 56,5     | (98,0)   | 62,0     | 101,0    | 66,5     | 106,0    | 207,0   | 12.*    | 1:02:16,9 | 225,290 | 17.     | 432,290    | 14.        |

* - egy másik versenyzővel azonos eredményt ért el

## Gyorskorcsolya
Férfi
| Versenyző      | Versenyszám | Eredmény | Helyezés |
| -------------- | ----------- | -------- | -------- |
| Renato de Riva | 500 m       | 44,1     | 39.      |
| Renato de Riva | 1500 m      | 2:20,6   | 27.      |
| Renato de Riva | 5000 m      | 8:32,4   | 26.      |
| Renato de Riva | 10 000 m    | 16:45,7  | 14.      |
| Mario Gios     | 500 m       | 43,3     | 32.      |
| Mario Gios     | 1500 m      | 2:18,6   | 20.      |
| Mario Gios     | 5000 m      | 8:20,3   | 16.      |
| Mario Gios     | 10 000 m    | 17:06,3  | 18.      |
| Antonio Nitto  | 500 m       | 43,7     | 36.*     |
| Antonio Nitto  | 1500 m      | 2:19,6   | 25.      |
| Antonio Nitto  | 5000 m      | 8:40,4   | 31.      |

* - egy másik versenyzővel azonos eredményt ért el

## Műkorcsolya
| Versenyző          | Versenyszám | Kötelező elemek   | Kötelező elemek | Kűr               | Kűr   | Összesítés                     | Összesítés                     | Összesítés                     | Összesítés                     | Összesítés                     | Összesítés                     | Összesítés                     | Összesítés                     | Összesítés                     | Összesítés        | Összesítés        | Összesítés  | Összesítés | Összesítés |
| Versenyző          | Versenyszám | Kötelező elemek   | Kötelező elemek | Kűr               | Kűr   | Helyezési pontszámok bírónként | Helyezési pontszámok bírónként | Helyezési pontszámok bírónként | Helyezési pontszámok bírónként | Helyezési pontszámok bírónként | Helyezési pontszámok bírónként | Helyezési pontszámok bírónként | Helyezési pontszámok bírónként | Helyezési pontszámok bírónként | Több. hely. száma | Több. hely. össz. | Hely. össz. | Pont       | Helyezés   |
| Versenyző          | Versenyszám | Több. hely. száma | Hely.           | Több. hely. száma | Hely. | 1                              | 2                              | 3                              | 4                              | 5                              | 6                              | 7                              | 8                              | 9                              | Több. hely. száma | Több. hely. össz. | Hely. össz. | Pont       | Helyezés   |
| ------------------ | ----------- | ----------------- | --------------- | ----------------- | ----- | ------------------------------ | ------------------------------ | ------------------------------ | ------------------------------ | ------------------------------ | ------------------------------ | ------------------------------ | ------------------------------ | ------------------------------ | ----------------- | ----------------- | ----------- | ---------- | ---------- |
| Anna Galmarini     | Női egyéni  | 5×9+              | 8.              | 6×10+             | 10.   | 9,0                            | 10,0                           | 9,0                            | 7,0                            | 8,0                            | 8,0                            | 11,0                           | 7,0                            | 10,0                           | 6×9+              | 48,0              | 79,0        | 1295,0     | 8.         |
| Carla Tichatscheck | Női egyéni  | 6×15+             | 15.             | 5×16+             | 15.   | 15,0                           | 17,0                           | 15,0                           | 15,0                           | 20,0                           | 15,0                           | 16,0                           | 16,0                           | 14,0                           | 5×15+             | 74,0              | 143,0       | 1201,1     | 16.        |

## Sífutás
Férfi
| Versenyző                                                          | Versenyszám     | Eredmény      | Helyezés      |
| ------------------------------------------------------------------ | --------------- | ------------- | ------------- |
| Ottavio Compagnoni                                                 | 30 km           | 1:58:55,0     | 17.           |
| Giulio Deflorian                                                   | 15 km           | 53:24,1       | 14.           |
| Giulio Deflorian                                                   | 30 km           | 1:56:40,6     | 11.           |
| Marcello de Dorigo                                                 | 15 km           | 52:53,5       | 9.            |
| Federico de Florian                                                | 50 km           | 3:16:23,6     | 16.           |
| Alfredo Dibona                                                     | 50 km           | 3:33:31,6     | 25.           |
| Pompeo Fattor                                                      | 15 km           | 54:31,1       | 19.           |
| Pompeo Fattor                                                      | 30 km           | 1:57:40,5     | 14.           |
| Antonio Schenatti                                                  | 50 km           | 3:26:32,2     | 21.           |
| Giuseppe Steiner                                                   | 15 km           | 54:42,3       | 20.           |
| Giuseppe Steiner                                                   | 30 km           | nem ért célba | nem ért célba |
| Livio Stuffer                                                      | 50 km           | 3:20:43,4     | 18.           |
| Giulio Deflorian Giuseppe Steiner Pompeo Fattor Marcello de Dorigo | 4 × 10 km váltó | 2:22:32,5     | 5.            |

## Síugrás
| Versenyző        | 1. ugrás | 1. ugrás | 1. ugrás | 2. ugrás | 2. ugrás | 2. ugrás | Összesítés | Összesítés |
| Versenyző        | Távolság | Pont     | Hely.    | Távolság | Pont     | Hely.    | Pont       | Helyezés   |
| ---------------- | -------- | -------- | -------- | -------- | -------- | -------- | ---------- | ---------- |
| Luigi Pennacchio | 70,5     | 78,7     | 42.      | 72,5     | 92,5     | 37.      | 171,2      | 39.        |
| Enzo Perin       | 75,0     | 84,8     | 40.      | 76,0     | 96,8     | 31.      | 181,6      | 37.        |
| Nilo Zandanel    | 84,0     | 95,0     | 28.      | 71,0     | 89,8     | 40.      | 184,8      | 36.        |
| Dino de Zordo    | 85,5     | 99,7     | 22.      | 77,0     | 99,1     | 27.      | 198,8      | 24.        |